# Kholat
Kholat – gra komputerowa oraz konsolowa, wyprodukowana przez polskie studio IMGN.PRO, będąca połączeniem horroru z grą przygodową, widziana z pierwszoosobowej perspektywy. Została wydana 10 czerwca 2015 na komputery z Windowsem. Port na konsolę PlayStation 4 miał swoją premierę 8 marca 2016, port na konsolę Xbox One miał swoją premierę 8 czerwca 2017 roku. Do premiery na konsoli Nintendo Switch doszło 14 maja 2020 roku.
Fabuła gry została oparta na prawdziwych wydarzeniach, jakie miały miejsce zimą 1959 roku na Przełęczy Diatłowa. Wówczas to grupa dziewięciu rosyjskich alpinistów wyruszyła na wyprawę, której celem była północna część Uralu. Wyprawa zakończyła się jednak porażką, a ciała uczestników znaleziono na zboczu góry Chołatczachl (w języku Mansów oznacza to „martwą górę”). Ostatecznie jednak nigdy nie udało się wyjaśnić przyczyny śmierci członków ekspedycji, a całej sprawie towarzyszy duża liczba niewyjaśnionych zjawisk i danych.
Świat zawarty w grze jest otwarty, w związku z czym gracz może poruszać się po okolicy swobodnie. Musi jednak w każdym momencie uważać na czyhające na niego niebezpieczeństwa, także w czasie przeglądania mapy czy dzienniczka, gdyż gra nie posiada wbudowanej aktywnej pauzy. Budowanie odpowiedniej atmosfery grozy odbywa się dynamicznie za pośrednictwem tzw. „fear managera”.
Gra powstała z wykorzystaniem silnika Unreal Engine 4 i była jedną z pierwszych produkcji wydanych na świecie opartych na tym silniku.
W grze funkcję narratora opowiadania pełni brytyjski aktor Sean Bean. W polskiej wersji językowej możemy w tej samej roli usłyszeć Andrzeja Chyrę. W obsadzie polskiej wersji gry można usłyszeć również Mirosława Zbrojewicza, Miłogosta Reczka i Justynę Wasilewską.

## Odbiór gry
Produkcja spotkała się ze zróżnicowanymi ocenami recenzentów, uzyskując w wersji na PC według agregatora Metacritic średnią z ocen wynoszącą 64/100 punktów oraz 64,29% według serwisu GameRankings. Redaktor serwisu cdaction.pl przyznał grze ocenę 3+/6, wymieniając przy tym jako atuty klimat gry oraz udźwiękowienie, skrytykował natomiast jakość kwestii wypowiadanych przez narratora.
Gra zdobyła nagrody na konferencji w Paryżu GameConnection Europe Development Awards 2015, wygrywając kategorie "Best Story / Story Telling" oraz "Best Desktop / Downloadable Game". 
11 kwietnia 2019 roku, IMGN.PRO podało, że grę posiada ponad 3.5 miliona graczy - czyniąc ją jednym z najpopularniejszych produkcji typu horror na świecie. Według serwisu SteamDB, produkcja miała swój szczyt popularności 1 lutego 2019 roku, kiedy w grę równolegle na raz zagrywało się 270 019 użytkowników platformy Steam. Ten wynik daje produkcji status 35 najpopularniejszej gry w historii tej platformy, pod względem ilości równocześnie grających użytkowników.